# هيئت آباد (مقاطعة ديواندرة)
هيئت‌آباد (بالفارسية: هیئت‌آباد) هي قرية تقع في قسم كولة الريفي (مقاطعة ديواندرة) في إيران. يقدر عدد سكانها بـ 115 نسمة .